# تپه رضوان (شاهرود)
تپه رضوان مربوط به هزاره اول قبل از میلاد است و در شهرستان شاهرود، بخش میامی، روستای رضوان واقع شده و این اثر در تاریخ ۲۵ خرداد ۱۳۸۱ با شمارهٔ ثبت ۵۸۵۸ به‌عنوان یکی از آثار ملی ایران به ثبت رسیده‌است.